# Hvidovre Stadion
El Hvidovre Stadion llamado también Pro Ventilation Arena por razones de patrocinio, es un estadio de fútbol y atletismo situado en el municipio de Hvidovre, un suburbio de la ciudad de Copenhague, Dinamarca. El estadio inaugurado en 1955 posee en la actualidad una capacidad para 15 600 personas. Es propiedad del Hvidovre IF club que disputa la Superliga danesa.
El récord de asistencia al estadio se estableció el 16 de octubre de 1966, cuando 13.400 espectadores asistieron al partido de la 1.ª División danesa de 1966 entre el Hvidovre IF y BK Frem Copenhague, los dos mejores equipos clasificados de la liga, en el penúltimo partido de la temporada. Con el partido terminando en empate 0-0, el Hvidovre IF aseguró su primer campeonato de fútbol danés.
En 1966 y 1969, el estadio acogió los partidos en casa del Hvidovre IF en la Copa de Ciudades de Ferias. En 1972 por la Copa de la UEFA enfrentó al Borussia Mönchengladbach y en 1980, por la Recopa de Europa, los partidos contra el Fram Reykjavik y el Feyenoord también se disputaron en el estadio.
En agosto de 2010, se vendieron los derechos del nombre, por lo que el estadio pasó a llamarse Office Center Arena, debido al patrocinio Office Center A/S, una empresa de ventas de equipos de oficina. Cuando el acuerdo de patrocinio expiró en septiembre de 2012, Gamle Kæmper HIF compró los derechos de denominación, renombrando el estadio Kæmpernes Arena, por las próximas dos temporadas. El 1 de julio de 2019, la firma de ingeniería Pro Ventilation, compró los derechos pasando el estadio a llamarse Pro Ventilation Arena, en un acuerdo de patrocinio de tres años. 